# معاوية بن بكر بن الحبتر
معاوية بن بكر بن الحبتر بن عتيك بن قرمة بن جلهمة بن عملاق بن لاوذ بن سام بن نوح شخصية عربية وردت في كتاب جمهرة أشعار العرب لأبي زيد القرشي، وفي كتاب التيجان في ملوك حمير لوهب بن منبه، وُصِف بأنه أول شخص معروف بالاسم نظم الشعر بالعربية وأن قوم النبي هود قصدوه.

## سيرته
قال المفضل: «وقد قالت الأشعار العمالقة، وعاد، وثمود». وأعقب في ذكر معاوية أنه أول شخص معروف قال الشعر، وأتبعه:«كان سيد العمالقة وهي قبائل عربية في شبهه الجزيرة العربية (المملكة العربية السعودية) تحديداً في منطقة مكة، وقد قدم إليه قيل بن عير، وكانت عاد بعثوه ولقمان بن عاد وفدًا معهما ليستسقوا لهم حين منعوا الغيث، فأنشد معاوية بن بكر:
»

## طالع أيضًا
- مبدع بن هرم